# 펠리아스

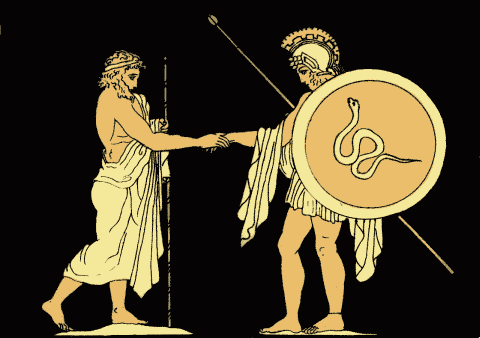
이아손을 보내는 펠리아스, 1879년 일러스트레이트

펠리아스(고대 그리스어: Πελίας)는 그리스 신화에서 이올코스의 왕이다. 그는 포세이돈과 티로사이에서 태어난 아들로 넬레우스와 쌍둥이 형제지간이다.
펠리아스의 어머니 튀로는 살모네우스와 알키디케의 딸로 에니페우스 강을 사랑했는데 어느날 포세이돈이 에니페우스의 모습으로 튀로와 동침했다. 튀로는 그 후 쌍둥이 아들을 낳았고 곧 내다 버렸다. 이 아이들은 말먹이꾼의 손에서 자랐는데 아이들중 한 아이의 얼굴에 말발굽이 새겨져 그 아이를 펠리아스라고 부르고 다른 아이는 넬레우스라 불렀다.
두 아이는 자라서 자신들의 계모인 시데로를 죽였다. 이때 시데로는 헤라여신에게 도망쳤는데 펠리아스는 헤라여신의 제단에서 계모인 시데로를 죽였고 줄곧 헤라에게 적대적인 행동을 했다.
넬리우스와 펠리아스는 테살리아의 주도권을 놓고 서로 다투게 되는데 넬레우스는 펠리아스에게 좇겨나 멧세네로가서 필로스를 세운다. 펠리아스는 테살리아 주변에 거주하면서 비아스의 딸 아낙시비아와 결혼하는데 (다른 전승에서는 암피온의 딸 퓔로마케) 두 사람 사이에서 아들인 아카스토스와 딸로는 페이시디케, 펠로페이아, 힙포토에, 알케스티스가 태어났다.
펠리아스는 이올코스의 왕권을 차지하고 페레스와 넬레우스를 축출하는데 아버지가 다른 형제인 아이손을 동굴에 가두었다. 아이손은 동굴에서 결혼하여 이아손을 비롯한 여러 아이를 낳았고 이아손은 켄타우로스 현자 케이론에게 보내어 양육시켰다. 이때 펠리아스는 한 쪽에만 샌들을 신은 자가 왕위를 차지할 것이라는 신탁을 받았다.
수년이 흐른 뒤 펠리아스가 포세이돈을 위한 제전을 여는데 이때 이아손은 급하게 오느라고 강물에 샌들 한짝을 잃어버리고 이올코스에 당도한다. 베르길리우스의 아이네이아스에 의하면 이때 헤라가 노인으로 변장하여 이아손이 샌들을 잃어버리도록 도왔다고 한다. 이를 본 펠리아스는 이아손이 자신의 왕위를 찬탈 할 것이 두려워 이아손에게 자신의 왕위를 빼앗으려는 사람에게 어떻게 할 것인지 묻는데 이아손은 황금양모를 찾아 오라고 요구하라고 대답한다. 이에 펠리아스는 이아손에게 황금양모를 찾아오라고 명령한다.
이아손이 황금 양모 원정대와 함께 떠난 뒤, 펠리아스는 이들의 원정이 실패했다고 거짓말로 아이손을 죽였다. (일설에는 아이손이 자살했다고 하며 일설에는 펠리아스가 죽였다고 한다.) 이아손이 메데이아와 함께 원정에 성공해서 돌아왔는데도 펠리아스는 왕위를 내놓기를 거절한다. 메데이아는 펠리아스의 딸들을 속여 펠리아스를 토막내어 솥에 넣고 삶게 했다. 이때 메데이아는 양을 토막내어 삶아서 다시 솥안에서 새끼 양이 나오는 마법을 보여주고 펠리아스의 딸들에게 아버지를 다시 젊게 만들겠노라고 속였다. 펠리아스의 아들인 아카스토스가 나중에 이아손과 메데이아를 추방하고 이올코스의 왕위를 물려받았다.